# Mainstage Music
Mainstage Music era un subsello discográfico de Armada Music, fundado en el año 2012 por el dúo neerlandés de música electrónica W&W. Esta discográfica se centra principalmente en géneros como el Big Room, Trance, Progressive House, Electro House y Hardstyle.
W&W explicaron las razones por las cual fundaron el sello discográfico de la siguiente manera:

"Estamos felices y honrados de iniciar nuestro propio sello bajo las alas de Armada, que mostrará nuestra música y la música que amamos."
- W&W

Para el 1.º de octubre del 2018 decidieron cambiar el nombre de su sello Mainstage Music por Rave Culture. Por supuesto, W&W lanzó la canción Rave Culture para presentar el nuevo sello. El 12 de octubre, Maurice West lanzó su nueva canción llamada The Kick como el segundo lanzamiento del nuevo nombre del sello (Rave Culture). Y para el año 2021, Rave Culture se separó de las filas de Armada Music.

## Artistas
| • 3LAU • Andrew Rayel • Armin van Buuren • Audiotricz • Bart Claessen • Bass Modulators • Bas Van Essen • Crystal Lake • DBSTF • Dani L. Mebius • Dash Berlin • David Gravell • David Solano • Happy Enemies • Hardwell | • Headhunterz • Heatbeat • Holl & Rush • Husman • Jay Cosmic • JETFIRE • Jochen Miller • John Christian • Justin Prime • Kenneth G • Maestro Harrell • Mark Sixma • Markus Schulz • Maurice West • Noisecontrollers • NoTech • NWYR (Proyecto Alternativo de W&W) • Ørjan Nilsen • Qulinez | • Reez • Reunify • Rick Mitchells • Riggi & Piros • SaberZ • Sandro Silva • Saint Liz • Sick Individuals • Skytech • Tritonal • TWIIG • twoloud • W&W • Wezz Devall • Willem De Roo • Wildstylez • Zatox • Zaxx |

## Lanzamientos [MAIN]
| Artista                                                    | Lanzamiento                       | Tipo        | Fecha      | Catálogo         | Comentarios                                                                         |
| ---------------------------------------------------------- | --------------------------------- | ----------- | ---------- | ---------------- | ----------------------------------------------------------------------------------- |
| W&W                                                        | Shotgun                           | Sencillo    | 09/04/2012 | MAIN001          |                                                                                     |
| Rick Mitchells & Bas van Essen                             | Raptor                            | Sencillo    |            | MAIN002          |                                                                                     |
| Husman                                                     | P.O.W. / Break Down               | EP          | 28/05/2012 | MAIN003          |                                                                                     |
| W&W & Jochen Miller                                        | Summer                            | Sencillo    | 18/06/2012 | MAIN004          |                                                                                     |
| W&W                                                        | Moscow                            | Sencillo    | 23/07/2012 | MAIN005          |                                                                                     |
| Wezz Devall                                                | We Are The Future                 | Sencillo    | 20/08/2012 | MAIN006          |                                                                                     |
| Coe / W&W / Inners                                         | Mainstage Vol. 1 - Sampler Part 1 | Compilación | 14/09/2012 | MAIN007          | TRACKLIST: 01.Unka / 02.White Label / 03.Silhouettes                                |
| Darren Morfitt / Jullians / David Gravell / Thomas Ulstrup | Mainstage Vol. 1 - Sampler Part 2 | Compilación | 21/09/2012 | MAIN008          | TRACKLIST: 01.Don't Mess With Us / 02.Plan A / 03.Fire Away / 04.Jack Of All Trades |
| Husman                                                     | E.D.M / Memories Of You           | EP          | 01/10/2012 | MAIN009          |                                                                                     |
| Rick Mitchells                                             | Sub Zero / Nasty                  | EP          | 22/10/2012 | MAIN010          |                                                                                     |
| W&W                                                        | Lift Off!                         | Sencillo    | 03/12/2012 | MAIN011          |                                                                                     |
| Husman                                                     | Ultra                             | Sencillo    | 28/01/2013 | MAIN012          |                                                                                     |
| Heatbeat                                                   | Game Over                         | Sencillo    | 04/03/2013 | MAIN013          |                                                                                     |
| Mark Sixma                                                 | Requiem                           | Sencillo    | 08/04/2013 | MAIN014          |                                                                                     |
| W&W                                                        | Thunder                           | Sencillo    | 20/05/2013 | MAIN015          |                                                                                     |
| Rick Mitchells                                             | Jinxed                            | Sencillo    | 10/06/2013 | MAIN016          |                                                                                     |
| David Gravell                                              | Bulldozer                         | Sencillo    | 01/07/2013 | MAIN017          |                                                                                     |
| Dani L. Mebius & Saint Liz                                 | Manta                             | Sencillo    | 22/07/2013 | MAIN018          |                                                                                     |
| Rick Mitchells                                             | Rockin' Steady                    | Sencillo    | 07/10/2013 | MAIN019          |                                                                                     |
| John Christian                                             | Gunshot                           | Sencillo    | 28/10/2013 | MAIN020          |                                                                                     |
| Markus Schulz                                              | Remember This                     | Sencillo    | 11/11/2013 | MAIN021          |                                                                                     |
| Husman                                                     | EVOL                              | Sencillo    | 02/12/2013 | MAIN022          |                                                                                     |
| W&W                                                        | Bigfoot                           | Sencillo    | 10/02/2014 | MAIN023          |                                                                                     |
| Jochen Miller                                              | Cubic                             | Sencillo    |            | MAIN024          |                                                                                     |
| Armin van Buuren & Andrew Rayel                            | EIFORYA                           | Sencillo    | 17/03/2014 | MAIN025          |                                                                                     |
| Skytech                                                    | Collider                          | Sencillo    | 14/04/2014 | MAIN026          |                                                                                     |
| twoloud                                                    | Greatest DJ                       | Sencillo    | 28/04/2014 | MAIN027          |                                                                                     |
| Husman                                                     | Who We Are                        | Sencillo    | 02/06/2014 | MAIN028          |                                                                                     |
| Jetfire & Happy Enemies                                    | Brazil                            | Sencillo    | 23/06/2014 | MAIN029          |                                                                                     |
| Mark Sixma                                                 | Shadow                            | Sencillo    | 07/07/2014 | MAIN030          | - W&W Edit                                                                          |
| W&W & Headhunterz                                          | Shocker                           | Sencillo    | 08/09/2014 | MAIN031          |                                                                                     |
| W&W                                                        | Bigfoot (Remixes)                 | EP          | 29/09/2014 | MAIN032          | Incluye los Remixes de: Dillon Francis / LNY TNZ / Girls Love DJs & Praia Del Sol   |
| David Gravell                                              | Supernova                         | Sencillo    | 13/10/2014 | MAIN033          |                                                                                     |
| Dash Berlin & 3LAU ft. Bright Lights                       | Somehow                           | Sencillo    | 27/10/2014 | MAIN034          |                                                                                     |
| Riggi & Piros                                              | Crank                             | Sencillo    | 17/11/2014 | MAIN035          |                                                                                     |
| Jay Cosmic (UK) & Husman                                   | Universe                          | Sencillo    | 01/12/2014 | MAIN036          |                                                                                     |
| Jochen Miller                                              | Bad Rule                          | Sencillo    | 15/12/2014 | MAIN037          |                                                                                     |
| Sick Individuals                                           | Skyline                           | Sencillo    | 26/01/2015 | MAIN038          |                                                                                     |
| Tritonal                                                   | Ginsu                             | Sencillo    | 23/02/2015 | MAIN039          |                                                                                     |
| twoloud                                                    | Right Now                         | Sencillo    | 02/03/2015 | MAIN040          |                                                                                     |
| W&W                                                        | Rave After Rave                   | Sencillo    | 16/03/2015 | MAIN041          |                                                                                     |
| Jetfire ft. Authentix                                      | Yalem                             | Sencillo    | 27/04/2015 | MAIN042          |                                                                                     |
| Wildstylez & Audiotricz                                    | Turn The Music Up!                | Sencillo    | 11/05/2015 | MAIN043          |                                                                                     |
| David Solano                                               | Take Me Away                      | Sencillo    | 25/05/2015 | MAIN044          |                                                                                     |
| Orjan Nilsen                                               | Now We Are Talking                | Sencillo    | 08/06/2015 | MAIN045          |                                                                                     |
| W&W                                                        | The One                           | Sencillo    | 29/06/2015 | MAIN046          |                                                                                     |
| Qulinez                                                    | Hookah                            | Sencillo    | 20/07/2015 | MAIN047          |                                                                                     |
| Sick Individuals & DBSTF                                   | Waiting For You                   | Sencillo    | 03/08/2015 | MAIN048          |                                                                                     |
| Noisecontrollers                                           | Only You                          | Sencillo    | 31/08/2015 | MAIN049          |                                                                                     |
| Zaxx                                                       | Guess Who                         | Sencillo    | 14/09/2015 | MAIN050          |                                                                                     |
| Maestro Harrell                                            | Olympus                           | Sencillo    | 26/10/2015 | MAIN051          |                                                                                     |
| Kenneth G & Maurice West                                   | Kung Fu                           | Sencillo    | 07/12/2015 | MAIN052          |                                                                                     |
| Headhunterz & Crystal Lake vs. Reunify ft. KiFi            | The Universe Is Ours              | Sencillo    | 14/12/2015 | MAIN053          |                                                                                     |
| Armin van Buuren & W&W                                     | If It Ain't Dutch                 | Sencillo    | 21/12/2015 | MAIN054          |                                                                                     |
| W&W                                                        | How Many                          | Sencillo    | 28/03/2016 | MAIN055          |                                                                                     |
| TWIIG                                                      | Hero                              | Sencillo    | 04/04/2016 | MAIN056          |                                                                                     |
| Maestro Harrell & Maurice West                             | Poseidon                          | Sencillo    | 11/04/2016 | MAIN057          |                                                                                     |
| Kenneth G                                                  | Bonzai                            | Sencillo    | 02/05/2016 | MAIN058          |                                                                                     |
| Sandro Silva                                               | Spartan                           | Sencillo    | 16/05/2016 | MAIN059          |                                                                                     |
| DBSTF                                                      | AFREAKA                           | Sencillo    | 23/05/2016 | MAIN060          |                                                                                     |
| TWIIG                                                      | We Are                            | Sencillo    | 13/06/2016 | MAIN061          |                                                                                     |
| Maurice West                                               | Dojo                              | Sencillo    | 27/06/2016 | MAIN062          |                                                                                     |
| Zatox                                                      | Sunlight                          | Sencillo    | 04/07/2016 | MAIN063          |                                                                                     |
| W&W & Hardwell ft. Lil Jon                                 | Live The Night                    | Sencillo    | 11/07/2016 | MAIN064          |                                                                                     |
| Reez                                                       | Arena                             | Sencillo    | 18/07/2016 | MAIN065          |                                                                                     |
| Bart Claessen                                              | T.I.N.A.                          | Sencillo    | 25/07/2016 | MAIN066          |                                                                                     |
| Rick Mitchells                                             | Let's Go                          | Sencillo    | 01/08/2016 | MAIN067          |                                                                                     |
| TWIIG                                                      | About U                           | Sencillo    | 15/08/2016 | MAIN068          |                                                                                     |
| Maestro Harrell & NoTech                                   | Zantar                            | Sencillo    | 22/08/2016 | MAIN069          |                                                                                     |
| DBSTF & Maurice West                                       | Temple                            | Sencillo    | 29/08/2016 | MAIN070          |                                                                                     |
| Crystal Lake                                               | Take Me Away                      | Sencillo    | 19/09/2016 | MAIN071          |                                                                                     |
| Sick Individuals x Holl & Rush                             | Helix                             | Sencillo    | 26/09/2016 | MAIN072          |                                                                                     |
| Bass Modulators                                            | Let It Move Ya                    | Sencillo    | 10/10/2016 | MAIN073          |                                                                                     |
| W&W                                                        | Caribbean Rave                    | Sencillo    | 31/10/2016 | MAIN074          |                                                                                     |
| Maurice West                                               | Don't You Say                     | Sencillo    | 07/11/2016 | MAIN075          |                                                                                     |
| Reggio & Zack Martino                                      | Future                            | Sencillo    | 05/12/2016 | MAIN076          |                                                                                     |
| TWIIG                                                      | How We Feelin                     | Sencillo    | 12/12/2016 | MAIN077          |                                                                                     |
| Maestro Harrell                                            | Pandemik                          | Sencillo    | 16/01/2017 | MAIN078          |                                                                                     |
| W&W                                                        | Whatcha Need                      | Sencillo    | 27/01/2017 | MAIN079          |                                                                                     |
| Maurice West                                               | Yin Yang                          | Sencillo    | 06/02/2017 | MAIN080          |                                                                                     |
| Bart Claessen                                              | I Am The Light                    | Sencillo    | 20/02/2017 | MAIN081          |                                                                                     |
| TWIIG                                                      | Jumpstarter                       | Sencillo    | 13/03/2017 | MAIN082          |                                                                                     |
| W&W                                                        | Put Em Up                         | Sencillo    | 10/04/2017 | MAIN083          |                                                                                     |
| Maurice West                                               | Love & Money                      | Sencillo    | 05/06/2017 | MAIN084          |                                                                                     |
| TWIIG                                                      | Tarantella                        | Sencillo    | 26/06/2017 | MAIN085          |                                                                                     |
| Husman                                                     | Heroic                            | Sencillo    | 10/07/2017 | MAIN086          |                                                                                     |
| Willem De Roo ft. Taleen                                   | Vamos A La Playa                  | Sencillo    | 17/07/2017 | MAIN087          |                                                                                     |
| D-Block & S-te-Fan                                         | By Myself                         | Sencillo    | 14/07/2017 | MAIN088          |                                                                                     |
| Maurice West                                               | Voices In My Head                 | Sencillo    | 11/09/2017 | MAIN089          |                                                                                     |
| W&W & Vini Vici                                            | Chakra                            | Sencillo    | 18/09/2017 | MAIN090          |                                                                                     |
| David Gravell                                              | Addicted To                       | Sencillo    | 13/10/2017 | MAIN091          |                                                                                     |
| Maurice West & SaberZ                                      | Rhythm Of The Night               | Sencillo    | 26/02/2018 | MAIN092          |                                                                                     |
| W&W & Groove Coverage                                      | God Is A Girl                     | Sencillo    | 12/03/2018 | MAIN093          |                                                                                     |
| W&W                                                        | Supa Dupa Fly 2018                | Sencillo    | 09/04/2018 | MAIN094/__FREE__ |                                                                                     |
| W&W & Darren Styles Ft. Giin                               | Long Way Down                     | Sencillo    | 07/05/2018 | MAIN095          |                                                                                     |
| Maurice West                                               | Robots In Love                    | Sencillo    | 20/05/2018 | MAIN096          |                                                                                     |

## Lanzamientos NWYR Music [__FREE__]
| Artista | Lanzamiento             | Tipo     | Fecha      | Catálogo | Comentarios                       |
| ------- | ----------------------- | -------- | ---------- | -------- | --------------------------------- |
| NWYR    | Voltage                 | Sencillo | 12/06/2017 | __FREE__ |                                   |
| NWYR    | Dragon                  | Sencillo | 20/10/2017 | __FREE__ |                                   |
| NWYR    | Ends Of Time            | Sencillo | 16/03/2018 | __FREE__ |                                   |
| NWYR    | Time Spiral             | EP       | 27/08/2018 | __FREE__ | Canciones: Time Spiral y Wormhole |
| NWYR    | Artificial Intelligence | Sencillo | 29/04/2019 | __FREE__ |                                   |
| NWYR    | Mind Control            | Sencillo | 02/12/2019 | __FREE__ |                                   |
| NWYR    | Heart Eyes              | Sencillo | 20/04/2020 | __FREE__ |                                   |
| NWYR    | Gamer                   | Sencillo | 06/08/2020 | __FREE__ |                                   |
| NWYR    | Drakaina                | Sencillo | 13/11/2020 | __FREE__ |                                   |
| NWYR    | Shenron                 | Sencillo | 12/02/2021 | __FREE__ |                                   |

## Compilaciones [ARDI/ARVA]
- ARDI: Armada Music Bundles
- ARVA: ARVA

| Artista         | Lanzamiento                                       | Tipo        | Fecha      | Catálogo | Comentarios |
| --------------- | ------------------------------------------------- | ----------- | ---------- | -------- | ----------- |
| Varios Artistas | Mainstage Vol. 1 - Mixed by W&W                   | Compilación | 21/09/2012 | ARDI3236 |             |
| Varios Artistas | Mainstage Vol. 1 Unmixed Part 1                   | Compilación | 19/10/2012 | ARVA117  |             |
| Varios Artistas | Mainstage Vol. Unmixed Part 2                     | Compilación | 30/11/2012 | ARVA166  |             |
| Varios Artistas | Mainstage Music - Best of 2012                    | Compilación | 07/12/2012 | ARVA199  |             |
| Varios Artistas | Mainstage Top 10 - 2013/01                        | Compilación | 22/02/2013 | ARDI3321 |             |
| Varios Artistas | Mainstage #BeatportDecade Progressive House       | Compilación | 12/09/2014 | ARVA655  |             |
| Varios Artistas | Mainstage Music - Best of 2014                    | Compilación | 21/12/2014 | ARVA667  |             |
| Varios Artistas | Mainstage Music - Best of 2015 (Extended Version) | Compilación | 20/11/2015 | ARVA767  |             |
| Varios Artistas | Mainstage Music Top 10 (2016) - Extended Versions | Compilación | 09/12/2016 | ARVA864  |             |